# 蒜頭糖廠
23°28′46″N 120°17′59″E / 23.479446°N 120.299717°E
蒜頭糖廠是台灣糖業公司位於嘉義縣六腳鄉工廠村的製糖工廠，舊稱蒜頭製糖所，在日治時期屬明治製糖株式會社，興建於1906年，於二戰前的每日壓榨甘蔗量為3,200公噸，在日治時代曾是全台第三大糖廠。2001年（民國90年）納莉颱風造成廠區大淹水，製糖設備因泡水嚴重毀損，因此停止製糖業務，自2002年8月起，廠區結合臺灣糖業鐵路特有的五分車，轉型為蒜頭糖廠蔗埕文化園區。

## 沿革
明治製糖在1906年選在嘉義廳蒜頭庄設立新式製糖工廠，是為「蒜頭製糖會社」（簡稱蒜頭工場），在1908年開始興建相關廠舍，以及鋪設嘉義、蒜頭間的輕便鐵道，並在1910年11月開始製糖工作，在1911年3月設立酒精工場。1921年，蒜頭工場的產能提升至一日壓榨能力2,200米噸，是明治製糖產能最大的製糖工場，因次在二戰被列為重點轟炸目標，導致廠房遭空襲而嚴重損毀。
二戰後，蒜頭工廠由台灣糖業公司接收，並改稱「蒜頭糖廠」，但因嚴重損毀，於是甘蔗在糖廠修復期間改由南靖糖廠壓榨，而蒜頭糖廠直到1947年才重新開始製糖作業。蒜頭糖廠於1972年改隸新營總廠，並於1981年採新亞硫酸法製造特砂，於1988年恢復製造二砂。嘉義海埔地墾殖處業務於1984年4月歸併蒜頭糖廠，成為農場二課。蒜頭糖廠製糖工場在2001年因納莉颱風造成廠區大淹水導致機器設備泡水受損，加上臺灣的糖業市場趨勢，因此糖廠於2002年7月1日停產關閉，並規劃改作「蒜頭糖廠蔗埕文化園區」。蒜頭糖廠蔗埕文化園區隸臺灣糖業公司嘉義區處經營管理，於2002年8月3日開幕。

## 廠內設施

### 學校
1911年6月8日，「嘉義小學校蒜頭分教場」經許可設立，以蒜頭工場俱樂部做為臨時校舍。1912年4月1日，獨立為「蒜頭尋常小學校」。1923年4月16日，學校遷到新落成的校舍。蒜頭尋常小學校在1937年的學生，計有男生45人、女生29人。1941年4月，學校改制為「蒜頭國民學校」，當時地址為臺南州東石郡六腳庄687番地。
二戰後，小學校在1947年8月改作「私立台糖第14小學」。1948年4月，更名為「私立台糖第9小學」。1949年2月，改制為「蒜南代用國民學校」。在1968年8月因九年國民義務教育實施，蒜南代用國民學校改由嘉義縣政府接辦，並改為「蒜南國民小學」。蒜頭糖廠在2002年停閉之後，蒜南國小在2005年8月改為「蒜頭國小蒜南分校」。 2006年8月1日，蒜南分校被裁撤廢校。此處於2011年由嘉義縣政府與宏達社會福利慈善事業基金會合作，改成「嘉義品格英語學院」，可由各國小申請舉辦英語教學營。

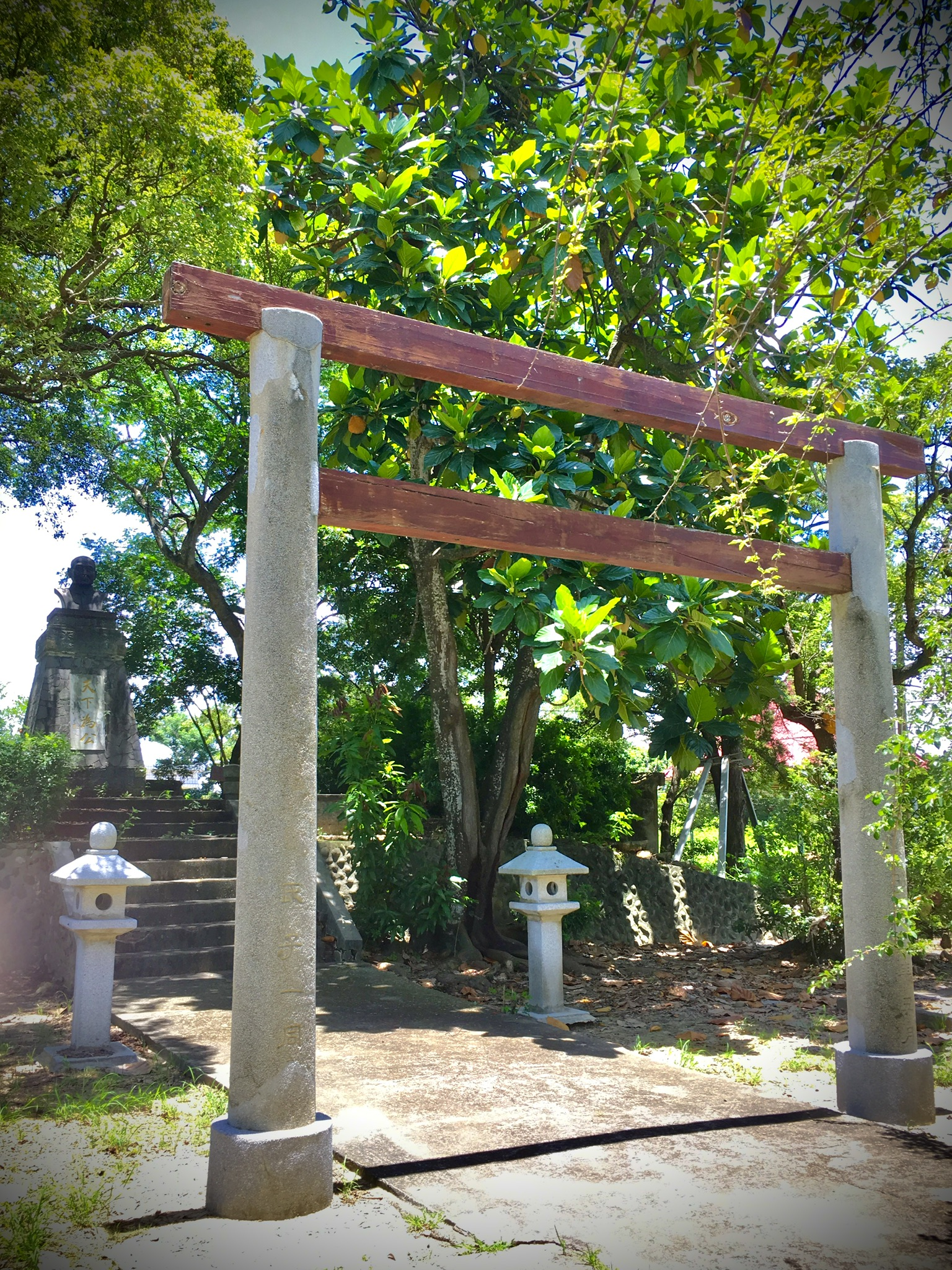
蒜頭社鳥居與國父銅像

### 蒜頭社
1931年設立於蒜頭糖廠內的神社，現存鳥居、本殿基座。

### 糖廠配天宮
1921年設立，是臺灣日治時期唯一設在糖廠的媽祖廟。

### 糖業鐵路

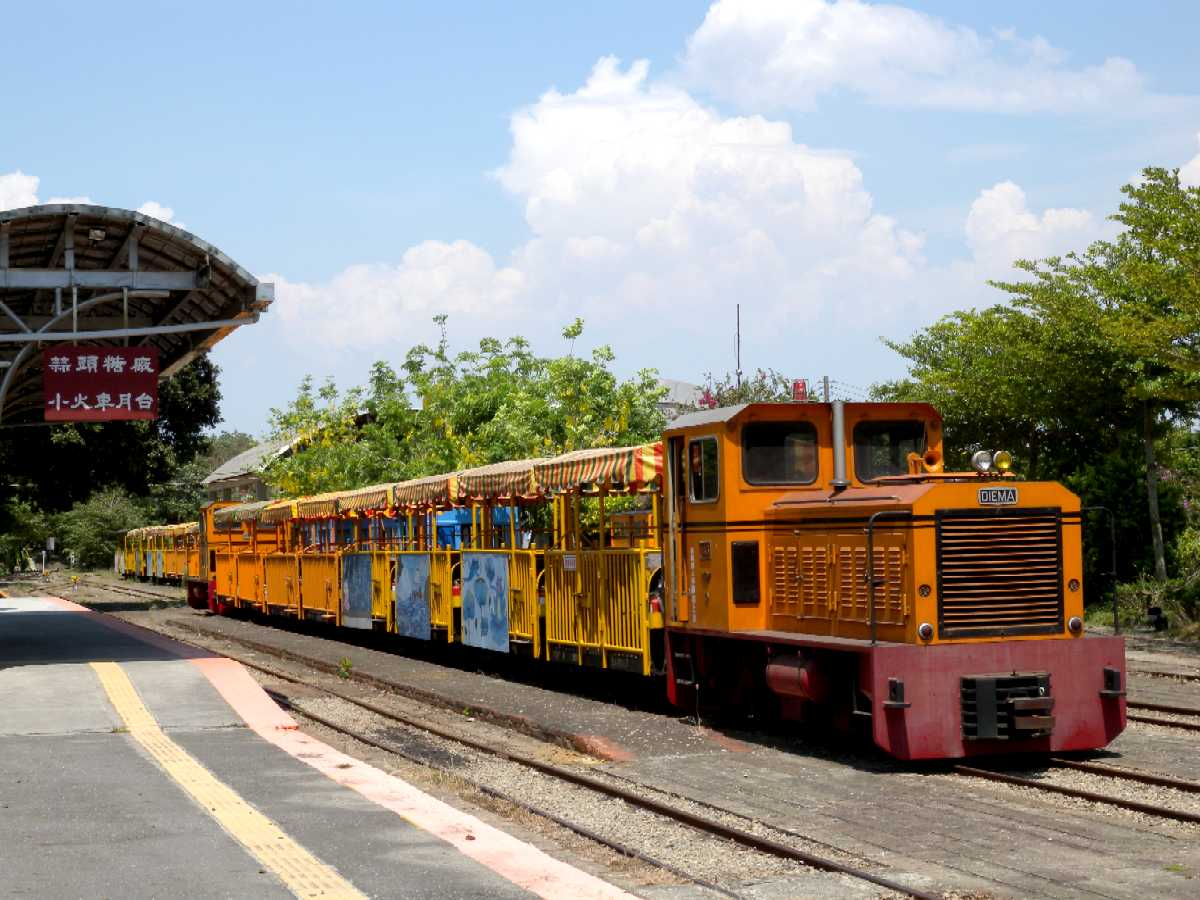
蒜頭糖廠蔗埕文化園區五分車

蒜頭糖廠過去的營業線有昔日有南靖線（蒜頭－水上）、朴子線（朴子－蒜頭－嘉義），蔗埕線是在2003年復駛的糖廠觀光鐵道，已延伸至故宮南院。

## 文化資產
- 蒜頭糖廠文化景觀：2015年3月17日登陸為嘉義縣文化景觀，蒜頭糖廠全區被登錄為文化景觀，範圍包含鐵道運輸設施、廠房、倉庫等。
- 蒜頭糖廠木造宿舍區（含甘堂）：2015年3月17日登陸為嘉義縣歷史建築，包含10棟日式木造宿舍，及1棟兩層樓的白色西式洋樓，稱為甘堂，過去作為公差人員宿舍使用[7]。
- 蒜頭糖廠五分車站：2015年3月17日登陸為嘉義縣定古蹟。

## 公車資訊
| 編號 | 經營業者     | 區間                     | 備註 |
| ---- | ------------ | ------------------------ | --- |
| 105  | 嘉義縣公車處 | 大雅站－蒜頭蔗埕文化園區 | 經由嘉義交流道、高鐵嘉義站、故宮南院；低地板公車行駛                                                     |
| 106  | 嘉義縣公車處 | 嘉義車站－高鐵嘉義站     | 經由檜意森活村、旺萊山、中正大學、民雄車站、菁埔貓世界、板陶窯、蒜頭蔗埕文化園區、國立故宮博物院南部院區 |
| 7217 | 嘉義客運     | 嘉義－蒜頭               | 經由市政府、後湖、宏仁女中、宏仁女中1、忠孝北街、江厝店                                                  |
| 7235 | 嘉義客運     | 高鐵嘉義站－北港         | 經由蒜頭糖廠、故宮南院、蘇厝寮；低地板公車行駛                                                           |
| 7303 | 嘉義縣公車處 | 嘉義－長庚紀念醫院       | 經由麻魚寮、過溝、故宮南院北站、蒜頭                                                                     |
| 7320 | 嘉義縣公車處 | 嘉義－雙溪口             | 經由麻魚寮、過溝、故宮南院北站、蒜頭；部份低地板公車行駛                                                 |
| 7326 | 嘉義縣公車處 | 嘉義－長庚紀念醫院       | 經由麻魚寮、過溝、故宮南院北站、蒜頭                                                                     |

## 外部連結
- 蒜頭糖廠 - 台灣製糖工廠百年文史地圖 （页面存档备份，存于）
- 台糖全球中文入口網-蒜頭糖廠 （页面存档备份，存于）
- 公文晚一天　台糖珍貴老宿舍拆了.蘋果日報.2014-09-19. （页面存档备份，存于）